# Água Boa (Minas Gerais)
Agua Buena es un municipio brasilero del estado de Minas Gerais. Se localiza a una latitud 17º59'48.93" sur y a una longitud 42º23'26.10" oeste, estando a una altitud de 415 m s. n. m.. La sede del municipio es atravesada por el río Agua Boa. En los márgenes del río está el centro de la ciudad, llamado por la población "de la Plaza".
Hay otros barrios periféricos, que son el Curumim, el Bom Jesús, el "13 de Mayo", Divinéia, Lagoinha y Santa Clara. En los dos cerros ladeando la ciudad crecieron los barrios llamados Maracangalha y Villa de los Operários (también conocido como Gambá).
Existe una gran rivalidad entre el equipo de fútbol del centro de la ciudad, conocido como "Equipo de la Plaza", y el equipo de la Villa de los Operários o "Equipo del Colina".
En el territorio del municipio existen otros ríos además del río Agua Boa, como el río Surubi y el río Urupuca, y también algunos arroyos, como el Baú y el Bugre. El clima de la región es caliente, tendiente al semiárido, con lluvias entre enero y marzo y sequía en el resto del año.

## Historia
Cuenta la tradición que el nombre "Agua Boa" viene de la época en que los leñadores, exploradores y troperos circulaban por la región, transportando provisiones y productos, a lomo de mulas de carga, para colonizar y abastecer el interior de Minas Gerais. Alguna de las diversas nacientes, ríos y arroyos del lugar donde hoy está la ciudad eran punto de referencia de parada y descanso de los colonizadores, que se referían al lugar como "en aquella naciente de agua buena", o cuya agua no era salobre o fangosa, permitiendo a los hombres y animales beber. Con el uso, el término pasó a ser resumido como "parada de Agua Buena", que origina el nombre de la ciudad.

## Población
La estimación de población para 1º de julio de 2008 era de 16.764 habitantes, sumándose la población de la sede del municipio y de todos los poblados y región rural. Posee, como fiesta principal, el "Aguaboense Ausente", que ocurre tradicionalmente en la última semana de julio de cada año, cuando innumerables Aguaboenses regresan a su ciudad natal para reencontrar parientes y amigos.
Agua Buena posee un área de 1.321,9 km². A pesar de la sede del municipio ser una ciudad pequeña, su territorio es muy vasto, siendo ocupado principalmente por pequeñas haciendas de ganado.
Existen vários poblados (distritos) pertenecientes al municipio y vinculados a la prefectura de Agua Boa, tales como Palmiera de Resplendor, Catequeses, Santo Antônio y Graminha. El municipio aún no es comarca judicial.